# Tobias Österreicher
Tobias Österreicher, avstrijski admiral in hidrograf, * 13. junij 1831, † 26. avgust 1893.